# Фалкон (Міссісіпі)
Фалкон (англ. Falcon) — місто (англ. town) в США, в окрузі Квітмен штату Міссісіпі. Населення — 116 осіб (2020).

## Географія
Фалкон розташований за координатами 34°23′28″ пн. ш. 90°15′20″ зх. д. / 34.39111° пн. ш. 90.25556° зх. д. (34.391137, -90.255638).  За даними Бюро перепису населення США в 2010 році місто мало площу 1,01 км², уся площа — суходіл.

## Демографія
Згідно з переписом 2010 року, у місті мешкало 167 осіб у 64 домогосподарствах у складі 42 родин. Густота населення становила 165 осіб/км².  Було 70 помешкань (69/км²).
Расовий склад населення:
| - 95,2 % — чорних або афроамериканців - 4,8 % — білих |

До двох чи більше рас належало 0,0 %. Частка іспаномовних становила 0,0 % від усіх жителів.
За віковим діапазоном населення розподілялося таким чином: 28,7 % — особи молодші 18 років, 61,7 % — особи у віці 18—64 років, 9,6 % — особи у віці 65 років та старші. Медіана віку мешканця становила 32,3 року. На 100 осіб жіночої статі у місті припадало 67,0 чоловіків;  на 100 жінок у віці від 18 років та старших — 65,3 чоловіків також старших 18 років.
Середній дохід на одне домашнє господарство  становив 29 454 долари США (медіана — 26 042), а середній дохід на одну сім'ю — 31 626 доларів (медіана — 37 813). За межею бідності перебувало 42,2 % осіб, у тому числі 73,5 % дітей у віці до 18 років та 34,8 % осіб у віці 65 років та старших.
Цивільне працевлаштоване населення становило 62 особи. Основні галузі зайнятості: мистецтво, розваги та відпочинок — 32,3 %, сільське господарство, лісництво, риболовля — 17,7 %, роздрібна торгівля — 12,9 %.